# Le Samaritain (film)
Pour les articles homonymes, voir Samaritain (homonymie).
Pour plus de détails, voir Fiche technique et Distribution.
Le Samaritain (Samaritan) est un film américain réalisé par Julius Avery et sorti en 2022.
Il est diffusé sur la plateforme Prime Video dans la majorité des pays.

## Synopsis
Sam Cleary (Javon Walton), 13 ans, vit avec sa mère Tiffany (Dascha Polanco) dans un immeuble malfamé de Granite City. Le jeune garçon est fan du Samaritain (Samaritan en VO), un ancien super-héros mythique disparu il y a plus de vingt ans, à la suite d'une bataille contre son frère jumeau et ennemi, Nemesis. Cela s'était soldé par une immense explosion et la mort des deux frères. Mais Sam n'y croit pas et pense que le Samaritain est toujours vivant, d'autant plus quand il rencontre Joe Smith (Sylvester Stallone), un vieil homme vivant en face de chez lui. Il est persuadé qu'il s'agit du Samaritain. Alors que la ville replonge dans la criminalité, Sam va tenter de le persuader de reprendre du service.

## Fiche technique
Sauf indication contraire, les informations mentionnées dans cette section peuvent être confirmées par la base de données cinématographiques IMDb,  présente dans la section « Liens externes ».
- Titre original : Samaritan
- Titre français : Le Samaritain
- Réalisation : Julius Avery
- Scénario : Bragi F. Schut
- Musique : Kevin Kiner et Jed Kurzel
- Direction artistique : Troy Sizemore
- Décors : Christopher Glass
- Costumes : Kelli Jones
- Photographie : David Ungaro
- Montage : Matt Evans et Pete Beaudreau
- Production : Braden Aftergood
- Production déléguée : Guy Riedel, Bragi F. Schut et Sylvester Stallone
- Sociétés de production : Metro-Goldwyn-Mayer et Balboa Productions
- Sociétés de distribution : United Artists Releasing / Metro-Goldwyn-Mayer (États-Unis), Amazon Studios (monde)
- Pays de production :  États-Unis
- Langue originale : anglais
- Format : couleur
- Genre : action, fantastique, super-héros
- Durée : 102 minutes
- Date de sortie :
  - Monde : 26 août 2022 (Prime Vidéo[1])
- Classification[2] :
  - États-Unis : PG-13

## Distribution
- Sylvester Stallone (VF : Alain Dorval ; VQ : Pierre Chagnon) : Joe Smith, conducteur de bus
- Javon Walton (VF : Thomas Sagols ; VQ : Noé-Henri Rouillard) : Sam Cleary, adolescent
- Pilou Asbæk (VF : Boris Rehlinger ; VQ : Pierre-Yves Cardinal) : Cyrus, criminel
- Dascha Polanco (VF : Julia Boutteville ; VQ : Florence Blain MBaye) : Tiffany Cleary, mère de Sam
- Sophia Tatum (VF : Anaïs Delva) : Sil
- Martin Starr (VF : Benjamin Pascal ; VQ : Frédéric Millaire-Zouvi) : Arthur
- Moisés Arias (VF : Oscar Douieb ; VQ : Nicolas Bacon) : Reza
- Jared Odrick (VF : Frédéric Souterelle ; VQ : Patrick Chouinard) : Farshad
- Abraham Clinkscales (VF : Benoît Berthon ; VQ : Clifford Leduc-Vaillancourt) : Jace
- Frederick Williams (VF : Françoua Garrigues) : Chris
- Ryan Dinning : Joey
- Kevin Mikal Curry : Omar

## Production

### Genèse et développement
En février 2019, la MGM acquiert un script écrit par Bragi F. Schut, intitulé Samaritan, et annonce que le studio le produira avec Balboa Productions, la société de Sylvester Stallone. En septembre, l'Australien Julius Avery est engagé comme réalisateur.

### Attribution des rôles
En février 2020, Sylvester Stallone est annoncé dans le rôle principal, en plus d'officier comme producteur. Un an plus tard, la distribution s'étoffe avec les arrivées de Martin Starr, Moisés Arias, Dascha Polanco, Pilou Asbæk ou encore de Jared Odrick. En mars, Natacha Karam rejoint le film.

### Tournage
En septembre 2019, il est annoncé que le tournage débutera courant 2020 à Atlanta,. Le 14 mars, la production est stoppée en raison de la pandémie de Covid-19. Les prises de vues reprennent le 8 octobre 2020. Le tournage s'achève le 17 novembre, d'après une annonce de Sylvester Stallone sur son compte Instagram.

## Accueil
La sortie américaine était initialement prévue pour fin 2020, les dates du 20 novembre  et 11 décembre 2020 avaient été annoncées. Cependant, en raison de la pandémie de Covid-19 et du report du tournage, la sortie est fixée au 4 juin 2021. Le studio n'a pas annoncé de date de sortie officielle au-delà du 4 juin 2021. Le film sort finalement le 26 août 2022 en vidéo à la demande sur Prime Vidéo.

### Accueil critique
Le film reçoit des critiques globalement négatives. Sur l’agrégateur de critiques Rotten Tomatoes, il n'obtient que 39% d'avis favorables pour 113 critiques et une note moyenne de 5⁄10. Le consensus suivant résume les critiques compilées par le site : « Bien que Samaritan soit meilleur qu'il n'aurait pu l'être, ce drame de super-héros mené par Stallone manque de créativité ». Sur Metacritic, il obtient une note moyenne de 45⁄100 pour 28 critiques. Sur le site français AlloCiné, qui recense 9 critiques de presse, le film obtient la note moyenne de 3⁄5.

## Autour du film
Au début du film, quand Joe Smith récupère un vieux poste de radio dans le camion poubelle, celui-ci porte le numéro « 070646 » qui est la date de naissance de Sylvester Stallone (6 juillet 1946).